# Бристол F.2C
Бристол F.2C (енгл. Bristol F.2C Badger) је британски ловац-извиђач. Први лет авиона је извршен 1919. године. 

Празан авион је имао масу од 884 килограма. Нормална полетна маса износила је око 1430 килограма.

## Наоружање
| Наоружање авиона: Бристол      |                      |
| Ватрено (стрељачко) наоружање  |                      |
| Топ                            |                      |
| Митраљез                       |                      |
| Број и ознака митраљеза        | 2 x Викерс, 1 x Луис |
| Калибар                        | 7,7                  |
| Бомбардерско наоружање (бомбе) |                      |
| Ракетно наоружање (ракете)     |                      |

## Земље које су користиле авион
- Велика Британија